# Лютеранская теологическая семинария Геттисберга
Лютеранская теологическая семинария Геттисберга (англ. Lutheran Theological Seminary at Gettysburg) — одно из старейших лютеранских образовательных учреждений в США. Во время гражданской войны рядом с семинарией произошло одно из важнейших сражений — битва при Геттисберге.

## История
В 1819 году Пенсильванский министериум принял решение о создании своей семинарии. На совете, состоявшемся 2 марта 1826 года после рассмотрения нескольких вариантов, решено было оставиться на Геттисберге. Семинария была открыта 1 августа 1826 года. Первым профессором здесь стал Сэмюэл Саймон Шмукер. Семинария стала местом подготовки кадров для Общего синода.
В июле 1863 года семинарская территория стала местом битвы между армиями южан и северян. Во время боевых действий зданию был нанесён существенный ущерб. В уцелевших зданиях был размещён военный госпиталь. В 1912 году на территории семинарии был создан мемориальный парк, где было размещено оружие сражавшихся сторон.
Количество профессоров, работавших в семинарии постепенно увеличивалось. В 1889 году четвёртым профессором стал Джеймс Ричард.
В 1960 году семинарией были приобретены соседние здания. В здании же, которое именовалось Холлом Шмукера, расположилось историческое общество Адамса.